# Glenwood (Utah)
 Glenwood – miasto w Stanach Zjednoczonych, w stanie Utah, w hrabstwie Sevier.